# Liste des édifices labellisés « Patrimoine du XXe siècle » des Alpes-de-Haute-Provence

Cet article recense les monuments historiques protégés au titre du Patrimoine du XXe siècle du département des Alpes-de-Haute-Provence, en France.

## Statistiques
Au 31 décembre 2010, les Alpes-de-Haute-Provence comptent 10 immeubles protégés du patrimoine du XXe siècle.

## Liste
| Monument                                                      | Commune                    | Adresse                                           | Coordonnées                      | Notice         | Protection | Date        | Illustration                                                  |
| ------------------------------------------------------------- | -------------------------- | ------------------------------------------------- | -------------------------------- | -------------- | ---------- | ----------- | ------------------------------------------------------------- |
| Villa Costebelle                                              | Barcelonnette              | rue François-Arnaud, dans le quartier de l'Adroit | 44° 23′ 21″ nord, 6° 39′ 17″ est | « PA00080355 » | Classé MH  | 1913        | Villa Costebelle                                              |
| Villa Bleue                                                   | Barcelonnette              | 1 avenue Porfirio-Diaz ; avenue de Berwick        | 44° 23′ 12″ nord, 6° 39′ 24″ est | « PA00080354 » | Inscrit MH | 1929        | Villa Bleue                                                   |
| Barrage de Serre-Ponçon                                       | La Bréole                  |                                                   | 44° 31′ 00″ nord, 6° 21′ 00″ est | « EA04141153 » |            | 1955 - 1960 | Barrage de Serre-Ponçon                                       |
| Maison en bois à portique                                     | Château-Arnoux-Saint-Auban | 3 rue de la Colline                               | 44° 04′ 22″ nord, 5° 59′ 21″ est | « PA04000022 » | Inscrit MH | 1943        | Maison en bois à portique                                     |
| Maison en bois à portique                                     | Château-Arnoux-Saint-Auban | 9 rue de la Colline                               | 44° 04′ 22″ nord, 5° 59′ 21″ est | « PA04000023 » | Inscrit MH | 1943        | Maison en bois à portique                                     |
| Maison d'Alexandra David-Neel du nom tibétain de Samten Dzong | Digne-les-Bains            | avenue du Maréchal-Juin                           | 44° 04′ 54″ nord, 6° 13′ 27″ est | « PA04000004 » | Inscrit MH | 1996        | Maison d'Alexandra David-Neel du nom tibétain de Samten Dzong |
| Château des Magnans                                           | Jausiers                   |                                                   | 44° 25′ 04″ nord, 6° 44′ 34″ est | « PA00080406 » | Inscrit MH | 1986        | Château des Magnans                                           |
| Lotissement concerté Les Mûriers                              | Manosque                   | 15 rue des Mûriers                                | 44° 25′ 10″ nord, 6° 44′ 00″ est | « EA04141151 » |            |             | Image manquante Téléverser                                    |
| Maison de Jean Giono, dénommée Le Paraïs                      | Manosque                   | Montée des Vraies Richesses                       | 43° 50′ 06″ nord, 5° 47′ 30″ est | « PA04000006 » | Inscrit MH | 1996        | Maison de Jean Giono, dénommée Le Paraïs                      |
| Silo de Riez                                                  | Riez                       | quartier Sainte-Anne                              | 43° 48′ 57″ nord, 6° 05′ 50″ est | « EA04141152 » |            |             | Image manquante Téléverser                                    |